# Walter Braunfels

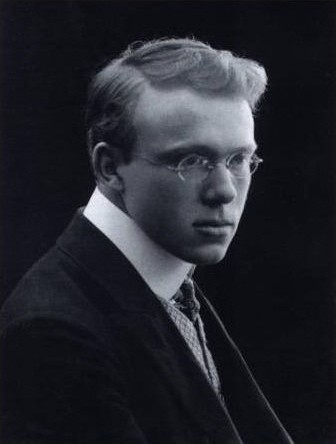
Braunfels nel 1902

Walter Braunfels (Francoforte sul Meno, 19 dicembre 1882 – Colonia, 19 marzo 1954) è stato un compositore e pianista tedesco.

## Biografia
Nacque a Francoforte in una famiglia intellettuale ed interessata alle arti: la madre Hélène Spohr era una nipote del compositore Louis Spohr, amica di Clara Schumann e Franz Liszt ed il padre Ludwig Braunfels era un letterato e tradusse Cervantes dallo spagnolo in tedesco. 
I primi insegnamenti musicali Walter Braunfels li ricevette dalla madre e a 12 anni studiò al conservatorio di Francoforte, in seguito studiò legge ed economia all'università di Monaco di Baviera. Attorno all'anno 1902 si recò a Vienna per studiare pianoforte presso Teodor Leszetycki.
Nuovamente a Monaco studiò composizione presso Ludwig Thuille. Nel 1909 sposò Bertel von Hildebrand, la figlia dello scultore Adolf von Hildebrand e dapprima fidanzata di Wilhelm Furtwängler. Dei 4 figli Wolfgang Braunfels si fece un nome come storico d'arte e Michael Braunfels come musicista. L'architetto Stephan Braunfels è un nipote di Walter Braunfels. 
Come "semi ebreo" Walter Braunfels ebbe durante il Terzo Reich il divieto di lavoro e le sue opere furono vietate. Egli rimase in Germania e dedicò molto tempo alla composizione. 
Morì a Colonia nel 1954.

## Opere
- Falada, Opera fiabesca da Karl Wolfskehl op. 3 (1905)
- Der goldene Topf, Opera da E. T. A. Hoffmann (Fragment) op. 6 (1906)
- Prinzessin Brambilla op. 12, Fantasia da E. T. A. Hoffmann (1906-1908)
- Ulenspiegel op. 23, Opera da Charles de Coster (1910-1912)
- Die Vögel op. 30, opera lirica fantastica in 1 prologo e 2 atti, libretto del compositore, dall'omonima commedia (gli Uccelli) di Aristofane (1913-1919). La prima ebbe luogo al Nationaltheater (Monaco di Baviera) e fu diretta da Bruno Walter nel 1920
- Don Gil von den grünen Hosen op. 35, Commedia Musicale di Tirso de Molina (1924 al Bayerische Staatsoper di Monaco diretta da Hans Knappertsbusch)
- Verkündigung op. 50, Mistero da Paul Claudel (1933-1937)
- Der Traum, ein Leben op. 51, Opera da Franz Grillparzer (1934-1937)
- Scenen aus dem Leben der heiligen Johanna op. 57, Opera dagli atti del processo (1939-1943)

## Musica per rappresentazioni teatrali
- Was ihr wollt op. 11 (1909)
- Macbeth op. 14 (1909)

## Opere concertanti
- Hexensabbat per pianoforte e orchestra op. 8 (1906)
- Concerto per pianoforte e orchestra A-Dur op. 21 (1911)
- Concerto per organo, archi, ottoni e coro di fanciulli, op. 38 (1927)
- Fantasia scozzese per viola e orchestra op. 47 (1933)
- Konzertstück per pianoforte e orchestra cis-Moll op. 64 (1946)
- Hebridentänze per pianoforte e orchestra op. 70 (1951)

## Opere per Orchestra
- Ariels Gesang per piccola orchestra op. 18 (1910)
- Serenata per piccola orchestra Es-Dur op. 20 (1910)
- Carnevals-Ouvertüre op. 22 (1911)
- Phantastische Erscheinungen eines Themas von Berlioz op. 25 (1914-1917)
- Don-Juan-Variationen op. 34 (1922-1924)
- Präludium und Fuge op. 36 (1922-1925)
- Sinfonia Brevis f-Moll op. 69 (1948

## Opere per coro
- Offenbarung Johannis (Kapitel VI) per solo tenore, doppio coro e grande orchestra op. 17 (1909)
- Te Deum per soprano, tenore, coro misto, grande orchestra e organo op. 32 (1920/1921)
- Große Messe per soprano, contralto, tenore, basso, coro di fanciulli, coro misto organo e grande orchestra op. 37 (1923-1926); UA: 22. März 1927, Kölner Gürzenich-Konzerte
- Der gläserne Berg, marce natalizie op. 39 (1928)
- Cantata di Natale per soprano, baritono, coro e orchestra op. 52 (1934-1937)

## Musica da camera
- Quartetto per archi Nr. 1 a-Moll op. 60 (1944)
- Quartetto per archi Nr. 2 F-Dur op. 61 (1944)
- Quintetto per archi fis-Moll op. 63 (1945)
- Quartetto per archi Nr. 3 e-Moll op. 67 (1947)